# 羽田矢国
羽田 矢国（はた の やくに）は、飛鳥時代の人物。名は八国とも書く。旧仮名遣いでの読みは同じ。姓（カバネ）は公、後に真人。672年の壬申の乱で大海人皇子（天武天皇）側に寝返り、琵琶湖北回りの軍を率いて三尾城を攻略した。大弁官。冠位は直大参、贈直大壱。

## 壬申の乱での活躍
壬申の乱が勃発した際、矢国は近江の朝廷の軍の将として、山部王、蘇我果安、巨勢比等（巨勢人）が率いた数万の軍の中にあった。この軍は琵琶湖東岸を進んで美濃国の不破にある大海人皇子の本拠を攻撃しようとしたが、7月2日頃に果安と比等が山部王を殺したため、混乱して止まった。このとき、近江の将軍・羽田公矢国とその子大人らは己の族を率いて大海人皇子側に寝返った。斧鉞を授かり、将軍となり、ただちに北越に行くよう命じられた。
矢国は琵琶湖東岸を北進して越国への入り口を押さえてから、西岸を南下したらしい。7月22日、矢国は出雲狛と共に三尾城を攻め、これを降した。この三尾は、現在の滋賀県高島市にある三尾里にあたると推定されている。同じ日に味方の主力軍は瀬田で敵の最後の防衛線を破った。翌23日に大友皇子（弘文天皇）が自殺し、乱は終わった。

## 功臣のその後
戦後、天武天皇元年（672年）12月4日に、壬申の乱での勲功者の冠位が進められ、小山の位以上が与えられた。
天武天皇12年（683年）12月13日に、伊勢王、羽田矢国、多品治、中臣大島は、判官・録史・工匠といった部下を引き連れて全国を巡り、諸国の境界を定めた。この事業は年内には終わらなかった。矢国の位はこのとき大錦下であった。
天武天皇13年（684年）に羽田氏は真人の姓を与えられた。翌天武天皇14年（685年）、矢国は冠位四十八階に伴って直大参の位が与えられた。
天武天皇15年/朱鳥元年（686年）の3月6日、大弁官・直大参、羽田真人矢国が病気になったため、僧3人を得度させた。矢国は25日に死んだ。直大壱の位が贈られた。

## 羽田矢国の「降格」
天武天皇14年（685年）1月、大弁官・大錦下であった羽田矢国は冠位制度の改革に伴って直大参に任ぜられた。しかし、旧制度の大錦下は新制度の直広弐に相当すると考えられるが、実際に任じられた直大参は旧制度における小錦上に相当するため、矢国は「降格」させられたことになってしまう。
これについて、虎尾達哉は天武天皇が自己に権力を集中させて大臣や議政官に相当する官職を任命しなかったことが関係しているとしている。天皇は臣下にそうした官職への任命資格を与えないために大錦以上の冠位への任命を行わず、冠位の昇進自体を抑制する方針を採った。しかし、天智天皇時代に大錦以上に任命された者はその地位に留めるしかなかった。しかし、彼らが亡くなったりして大錦下の人数は減少し、残っているのが矢国しか居なくなったときに冠位制度の改革が実施され、その際に矢国の冠位をそのまま移行させずに下の冠位を与えたのだという。勿論、「降格」の代償となる措置が行われたと考えられ、前年の真人の姓授与や後年の僧3名の得度許可も彼が単に壬申功臣であったからだけでなく、「降格」に伴う代償としての意味合いも含まれていたと考えられている。